# The Generi
The Generi è una serie televisiva italiana ideata da Maccio Capatonda, pubblicata su Sky Box Sets il 7 giugno 2018 e trasmessa dal 2 luglio dello stesso anno su Sky Atlantic.

## Trama
Gianfelice Spagnagatti è un uomo di 40 anni che vive la sua vita in cui ogni giorno sembra lo stesso degli altri. L'unica cosa che ha raggiunto è una specie di zona di comfort che non può lasciare. Un punto di svolta insperato nella sua vita lo porta a vivere ogni episodio della serie in un diverso mondo cinematografico, attraverso gli stereotipi dei generi (western, horror, fantasy, ecc.).

## Episodi
| n° | Titolo                                              | Pubblicazione | Prima TV       | Trama |
| -- | --------------------------------------------------- | ------------- | -------------- | --- |
| 1  | Western                                             | 7 giugno 2018 | 2 luglio 2018  | Gianfelice viene catapultato in un film western: per uscirne dovrà uccidere lo sceriffo corrotto.                                                                        |
| 2  | Horror                                              | 7 giugno 2018 | 2 luglio 2018  | Gianfelice viene catapultato in un film horror: un gruppo di ragazzi subisce le ire di un killer che uccide chiunque frigga il cibo.                                     |
| 3  | Fantasy                                             | 7 giugno 2018 | 9 luglio 2018  | Gianfelice viene catapultato in un film fantasy: una principessa non riesce più a ridere e il protagonista dovrà affrontare un lungo viaggio per risolvere il problema.  |
| 4  | Commedia Sexy                                       | 7 giugno 2018 | 9 luglio 2018  | Gianfelice viene catapultato in una commedia sexy all’italiana: il protagonista dovrà trovare la chiave per superare questa situazione apparentemente priva di missioni. |
| 5  | Supereroi                                           | 7 giugno 2018 | 16 luglio 2018 | Gianfelice viene catapultato in un film di supereroi: un criminale vuole conquistare il mondo e il protagonista dovrà riunire gli Avanzers per sconfiggerlo.             |
| 6  | Quiz                                                | 7 giugno 2018 | 16 luglio 2018 | Gianfelice viene catapultato in un quiz: il presentatore gli porrà una serie di domande che metteranno il protagonista a confronto con sé stesso.                        |
| 7  | Noir                                                | 7 giugno 2018 | 23 luglio 2018 | Gianfelice viene catapultato in un giallo noir: interpreta il detective Giacchetta, e per capire come uscirne dovrà scoprire dove è finito Gianfelice stesso.            |
| 8  | Noir, spionaggio, medico, thriller, azione, storico | 7 giugno 2018 | 23 luglio 2018 | Il detective Giacchetta tenta di sconfiggere Gianfelice: per farlo, cambia continuamente genere.                                                                         |